# Espagnac
Espagnac (in occitano: Espanhac) è un comune francese di 340 abitanti situato nel dipartimento della Corrèze, nella regione della Nuova Aquitania.

## Società

### Evoluzione demografica
Abitanti censiti